# Kiwane Garris
Pour les articles homonymes, voir Garris.
Kiwane Garris, né le 24 septembre 1974 à Chicago dans l'Illinois, est un joueur américain de basket-ball, évoluant au poste de meneur.
Il est marié à la chanteuse de R&B, Syleena Johnson.